# Dmitri Șcerbaciov
Dmitri Șcerbaciov - ortografiat uneori și Șcerbacev (în rusă Дми́трий Григо́рьевич Щербачёв) (n. 6/18 februarie 1857, Imperiul Rus – d. 18 ianuarie 1932, Nisa, Franța) a fost unul dintre generalii armatei Imperiului Rus din Primul Război Mondial. A avut gradul de general de infanterie, iar după război a fost unul din liderii mișcării alb-gardiste.

## Cariera militară
Dmitri Șcerbaciov provenea dintr-o familie din nobilimea guberniei Sankt Petersburg. A absolvit liceul militar din Orel, în 1873, și Școala Militară de Ofițeri de Artilerie „Mihailovskaia” din Sankt Petersburg, în 1876, fiind repartizat cu gradul de sublocotenent la Bateria 3 Artilerie Călăreață. La 30 august 1877 este mutat în Brigada de Artilerie Călăreață de Gardă, unde este avansat locotenent, în 1881.
Între 1882-1884 urmează cursurile Academiei Statului Major General „Nicolaevskaia” din Sankt Petersburg. După absolvire, rămâne în cadrul Districtului Militar Sankt Petersburg. La 15 noiembrie 1884 este numit adjutant-superior în statul major al Diviziei 2 Infanterie de Gardă. Din 8 decembrie 1886 până la 23 octombrie 1887 execută stagiul obligatoriu în funcția de comandant de companie, în cadrul Regimentului de Vânători de Gardă.
La 9 mai 1889 este numit în statul major al Comandamentului Trupelor de Gardă și Districtului Militar Sankt Petersburg, fiind avansat locotenent-colonel, la 12 aprilie 1890, și numit, ulterior, adjutant-superior al aceluiași comandament. Este avansat colonel la 17 aprilie 1894. Din 29 aprilie până la 9 septembrie 1894 execută stagiul obligatoriu în funcția de comandant de batalion, în cadrul Regimentului de Vânători de Gardă. 
La 28 septembrie 1898 este numit șef de stat major al Diviziei 2 Infanterie de Gardă, iar la 20 iunie 1901 comandant al Regimentului 145 Infanterie din Novocerkassk. La 10 mai 1903 este avansat la gradul de general-maior și numit la comanda Regimentului de Gardă „Pavlovski”.
În timpul evenimentelor din 9 ianuarie 1905, Șcerbaciov a comandat un detașament special (format din două batalioane de gardă, două batalioane din Regimentul de gardă “Pavlovski” și două batalioane din Brigada de Artilerie de Gardă). Trupele conduse de Șcerbaciov au dispersat manifestația de pe  Nevski Prospekt. A participat, de asemenea, la înăbușirea revoltelor și rebeliunii din Kronstadt a Batalionului de Geniu de Gardă, ca răsplată fiind numit în escorta împăratului Nicolae al II-lea.
La 23 iunie 1906 este numit comandant al Brigăzii 1 Infanterie, dislocată în Finlanda, iar la 24 ianuarie 1907, comandant al  Academiei Statului Major General „Nicolaevskaia”. Sub conducerea sa, academia a cunoscut un proces de reformă bazat pe lecțiile învățate din războiul ruso-japonez din 1905, aducând profesori noi, tineri și bine pregătiți, cum erau coloneii Golovin, Neznamov, Boldîrev, Kelcevski și alții. La 29 noiembrie 1908 este avansat general-locotenent, iar în 1912 este numit comandant al Corpului 9 Armată, la comanda căruia îl va găsi izbucnirea Primului Război Mondial. 

## Primul Război Mondial

### Pe frontul din Galiția
Corpul 9 Armată condus de Șcerbaciov a participat, ca parte a Armatei 3 de pe Frontul de Sud-Vest, la Bătălia Galiției. După bătăliile câștigate de pe râurile Lipa Aurie și Lipa Roșie, Șcerbaciov preia inițiativa și ocupă Lvovul, fapt pentru care este decorat cu ordinul „Sfântul Gheorghe”, clasa a V-a.

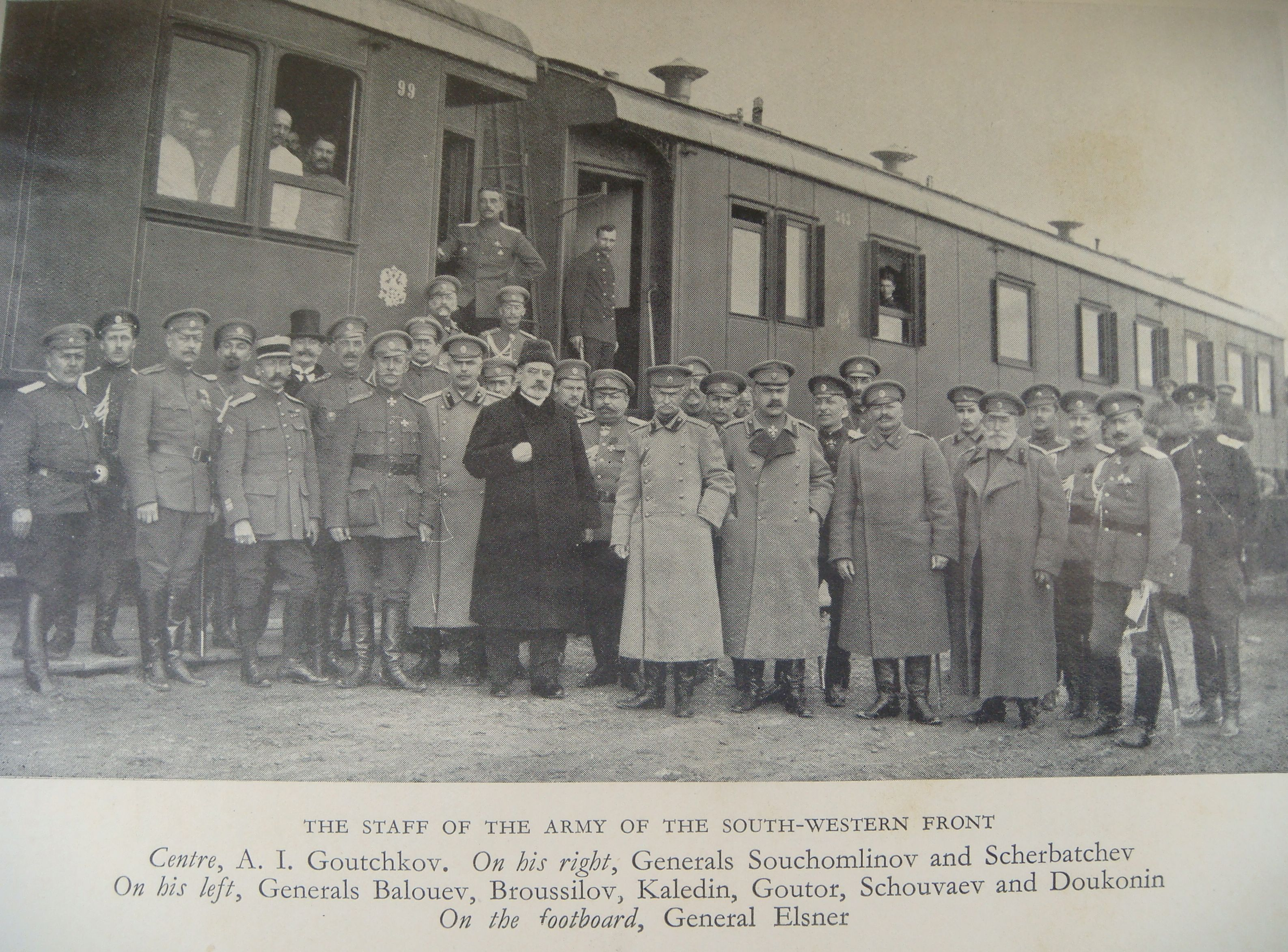
Statul major al Frontului de Sud-Vest împreună cu A.I. Gucikov - ministrul de Război

La mijlocul lui septembrie 1914 a condus forțele destinate asaltului fortăreței Przemysl (aproximativ 6,5  divizii). La 24 septembrie/7 octombrie execută un atac puternic cu lovitura principală pe direcția  Seliska. În ziua următoare, forțele austro-ungare încep să se apropie de fortăreață, iar la  29 septembrie/12 octombrie grupul de asediu condus de Șcerbaciov a fost desființat.
În aprilie 1915, generalul Șcerbaciov a fost numit comandant al Armatei 11 dislocată pe frontul din Carpați , între Armata 8 condusă de generalul Alexei Brusilov și Armata 9 condusă de generalul Platon Lecițki. Inițial, în compunerea Armatei au intrat Corpurile XXII și XVIII Armată. Împotriva forțelor lui Șcerbaciov a fost dislocată Armata de Sud germană, comandată de generalul Alexander von Linsingen. 
Armata 11 a participat la Operația din Carpați și la retragerea strategică ce i-a urmat, începută după străpungerea de la Gorlice. Șcerbaciov a reușit să-și retragă trupele pe aliniamentul râului Nistru și a declanșat un puternic contraatac împotriva Armatei de Sud germane. Pentru această victorie izolată, în cadrul retragerii generale, a fost decorat cu ordinul „Sfântul Gheorghe”, clasa a III-a.
Pentru conducerea cu măiestrie a trupelor Armatei de sub comanda sa în bătăliile din a doua jumătate a lunii august 1915, în mod particular, pentru victoria din luptele  din 24-25 august și luptele de la Ostrov și Draganovka, din 11-15, 22-25 septembrie și 8 octombrie 1915. În perioada 17 august – 10 octombrie 1915, trupele sale au luat prizonieri 934 ofițeri și 52.895 trupă, capturând 36 de tunuri și 149 mitraliere.
În octombrie 1915 a fost avansat la gradul de general de infanterie și numit general-adjutant și comandant al Armatei 7 de pe Frontul de Sud-Vest. Sub comanda sa, Armata 7 a  câștigat o serie de victorii pe râul Strâpa, în timpul ofensivei Brusilov din vara și toamna anului 1916.

### Pe frontul românesc

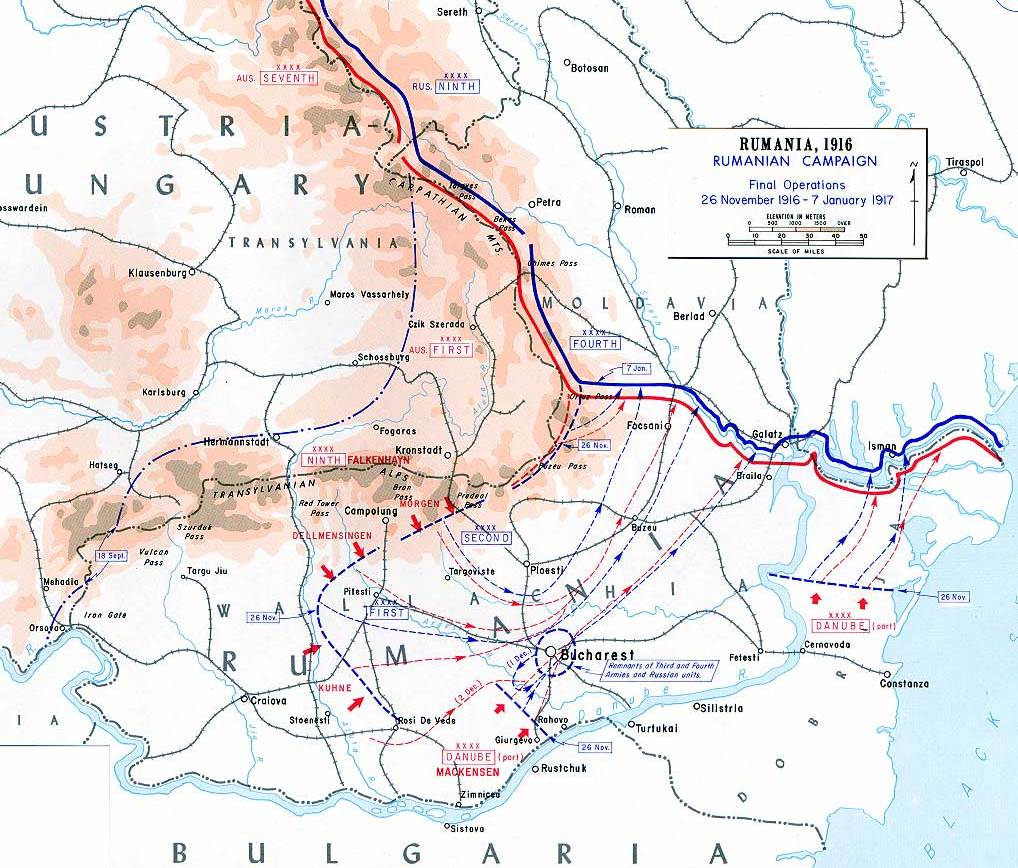
Frontul Românesc la sfârșitul anului 1916

După revoluția din februarie, la începutul lunii aprilie 1917, a fost numit asistentul regelui Ferdinand I al României, comandantul suprem al Frontului Românesc, înființat în decembrie 1916, după înfrângerea forțelor române în campania anului 1916. În realitate, generalul Șcerbaciov era comandantul de fapt al Frontului, care avea în compunerea sa patru armate rusești și două armate române.
În iulie 1917, forțele Armatei 2 române sprijinite de trupele ruse au declanșat ofensiva de la Mărăști, pe care Șcerbaciov a fost nevoit să o anuleze în plină acțiune victorioasă, din dispoziția șefului Guvernului provizoriu din Rusia, Aleksandr Kerenski, ca urmare a ruperii frontului din Galiția, la Ternopol, de către forțele germane. În iulie și august 1916, forțele ruso-române au reușit să oprească ofensiva lansată de forțele germane de sub comanda feldmareșalului August von Mackensen, în Bătălia de la Mărășești.

### Sfârșitul lui 1917 – începutul lui 1918
După Revoluția din Octombrie, generalul Șcerbaciov a reușit, pentru un timp, să limiteze propagarea influenței și agitației bolșevice în rândul trupelor. A reușit, astfel, ca Comitetul Frontului să decidă, la 30 octombrie 1917, să nu recunoască regimul sovietelor.
La sfârșitul anului 1917 a fost stabilită legătura dintre Front și Statul Major General rus – STAVKA, șeful acestuia, generalul Mihail Alekseev, sosind în zona Donului, unde se adunau forțele ostile puterii sovietice. Ca urmare, s-a decis crearea unui Corp rus de voluntari pe Frontul Românesc și trimiterea ulterioară a acestuia pe Don. 

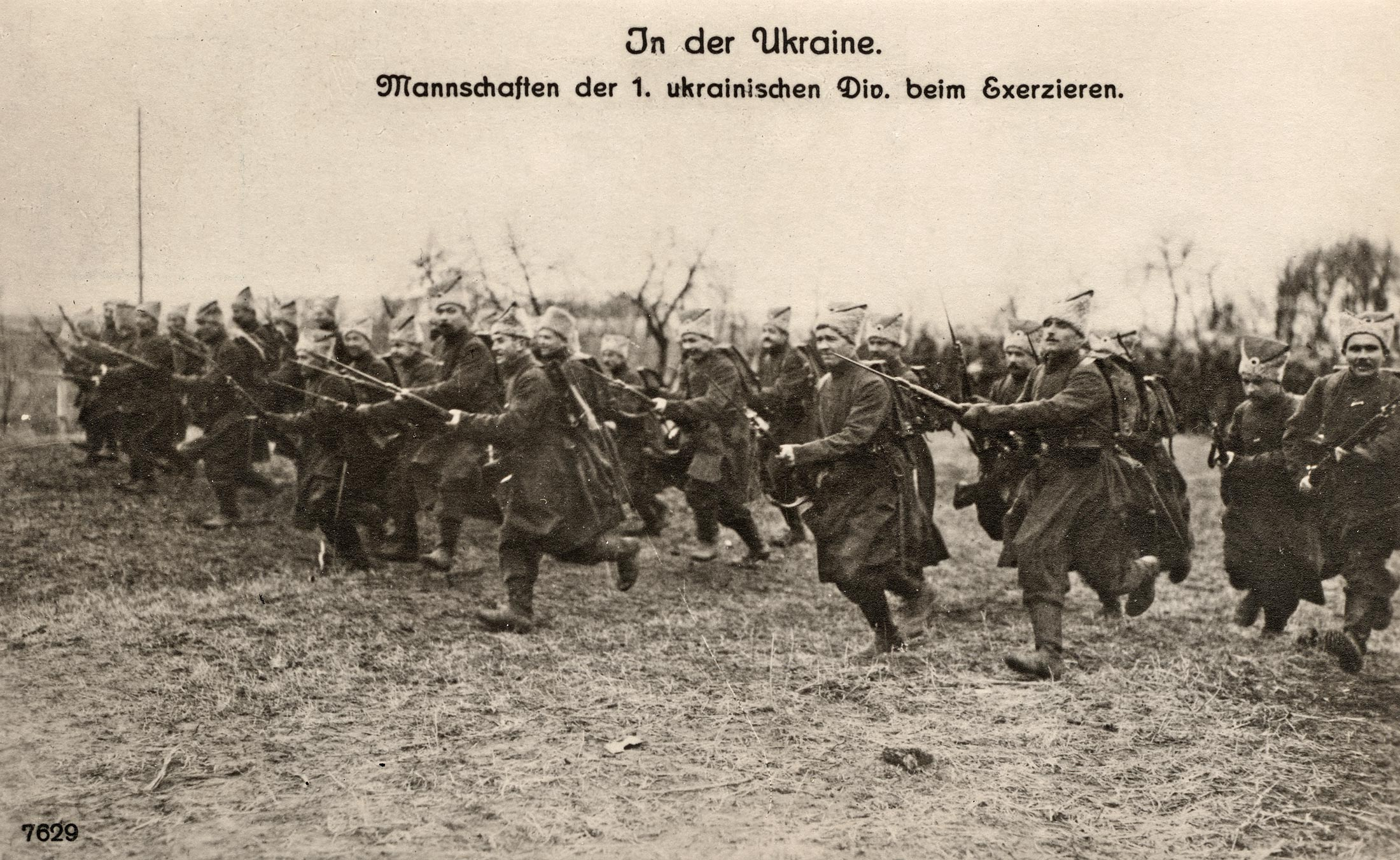
Divizia 1 de voluntari ucraineni

La începutul lui noiembrie 1917, la Iași, ofițerii de pe Frontul Românesc au decis să nu fie recunoscut principiul alegerii comandanților introdus de bolșevici, concomitent cu organizarea de unități ucrainene locale, măsuri al căror scop era crearea unor unități de încredere, care urmau să formeze nucleul viitoarei armate ruse. Organizarea lor a fost condusă, la început, chiar de Șcerbaciov.
În noiembrie 1917 a sprijinit decizia Radei Centrale ucrainene - ce proclamase independența Ucrainei -  de fuzionare a forțelor ruse de pe fostele Fronturi de Sud-Vest și Românesc într-un front unic – Frontul Ucrainean, numindu-l, totodată, pe Șcerbaciov comandant al acestui nou front și ocupat de Armata Republicii Populare Ucrainene, nou-formată.
Generalul Henri Berthelot, șeful Misiunii Militare Franceze din România, l-a sprijinit pe Șcerbaciov, fiind de acord cu începerea de către acesta a negocierilor cu reprezentanții Puterilor Centrale. La 20 noiembrie/3 decembrie 1917, Șcerbaciov s-a adresat lui Mackensen și Arhiducelui Iosif, cu propunerea de a începe imediat negocieri de pace. Discuțiile s-au finalizat la 26 noiembrie/9 decembrie 1917, prin semnarea Armistițiului de la Focșani. 
Semnarea armistițiului i-a permis lui Șcerbaciov să treacă la eliminarea influenței bolșevice din armata sa. În noaptea de 5/18 decembrie, el a ordonat trupelor loiale Radei Centrale să aresteze pe conducătorii bolșevici. Aceasta a fost urmată de dezarmarea trupelor bolșevice de către forțele Armatei Române. Lăsați fără arme și hrană, soldații ruși  au fost nevoiți să plece în Rusia, pe jos, în decembrie 1917. La începutul anului 1918, trupele române, cu acordul lui Șcerbaciov, au intrat în Basarabia, pe motivul protejării granițelor României și Rusiei și, totodată, menținerii ordinii în spatele frontului. 
La 13 ianuarie 1918, Sovietul Comisarilor Poporului emite decretul prin care Șcerbaciov este declarat „dușman al poporului și pus în afara legii”. 

## Războiul civil
În noiembrie 1918, după capitularea Puterilor Centrale, Șcerbaciov se deplasează la București, unde intră în negocieri cu reprezentanții puterilor Antantei, conduși de generalul Berthelot. Cu această ocazie, va fi decorat cu Marea Cruce a Legiunii de Onoare franceză.

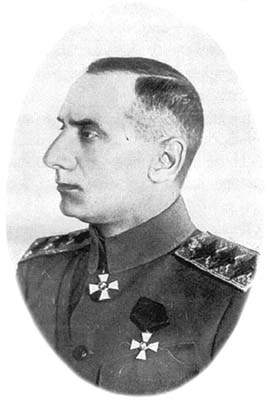
Amiralul Alexandr Kolceak, comandantul suprem al forțelor alb-gardiste

A ajuns la un acord cu Berthelot de sprijinire de către acesta a trupelor alb-gardiste. La 30 decembrie 1918 ajunge la Ekaterinodar, unde a fost numit reprezentant militar al armatei ruse în Comandamentul Suprem Aliat. La 3 ianuarie 1919 s-a întâlnit cu atamanul Krasnov, cu care a căzut de acord asupra unirii forțelor Armatei Donului, condusă de acesta, cu Armata Voluntarilor, condusă de generalul Anton Denikin. 
Imediat după aceasta pleacă, prin Serbia și Italia, la Paris. Aici creează o reprezentanță (împreună cu generalii Palițân și Ghermonius) însărcinată cu aprovizionarea armatelor alb-gardiste și formarea de unități de voluntari din prizonierii de război ruși. În februarie 1919, amiralul Kolceak confirmă poziția deținută de Șcerbaciov. La 27 mai 1919 părăsește Parisul, împreună cu Moisei Adjetov și V.V.Viurubov, și sosește la Ekaterinodar, în 8 iunie 1919, unde reușește să-l convingă pe Denikin să accepte exercitarea conducerii supreme a forțelor albe de către amiralul Alexandr Kolceak. 
În mai 1920, din cauza neînțelegerilor cu generalul Piotr Vranghel asupra necesității unei acțiuni comune cu Polonia, și-a dat demisia din poziția deținută, fiind înlocuit cu generalul Evgheni Miller. Pornind de la evaluarea proprie a situației internaționale, Șcerbaciov considera că refuzul de a-i ajuta pe polonezi este mult mai avantajos pentru mișcarea albă. În opinia sa, în situația unei înfrângeri a Poloniei de către Armata Roșie, Franța va mobiliza în ajutorul acesteia o armată numeroasă și va începe un război pe scară mare împotriva Sovietelor, iar în cazul unei victorii poloneze, Armata Roșie își va concentra toate resursele pe acest front. Și într-un caz și în altul, poziția armatei lui Vranghel ar fi avantajată. De aceea l-a sfătuit pe Vranghel să nu înceapă o acțiune ofensivă care avea să redirecționeze împotriva sa forțe ale Armatei Roșii de pe frontul polonez.

## Exilul
În 1920 se mută la Nisa, unde a trăit până la sfârșitul vieții, din pensia asigurată de statul român. A rămas un monarhist convins, membru în Consiliul de Coroană al Marelui Duce Kiril (Împăratul Kiril I)
Moare în 18 ianuarie 1932, la Nisa. A fost înmormântat la cimitirul ortodox din Caucade/Nisa cu onoruri militare, garda de onoare fiind asigurată de un batalion francez de vânători de munte. La funeralii au participat, printre alții, mareșalul Constantin Prezan, generalul Vari, reprezentantul guvernului francez, generalii ruși Iudenici, Vitkovski, Tomilov, Maslovski, Postovski și alții.

## Decorații
| Decorații rusești | Decorații străine |
| --- | --- |
| - - Ordinul Sfântul Stanislav, clasa a III-a, (1879); - - Ordinul Sfânta Ana, clasa a III-a, (1885); - - Ordinul Sfântul Stanislav, clasa a II-a, (1888); - - Ordinul Sfântul Vladimir, clasa a III-a, (1891); - - Ordinul Sfânta Ana, clasa a II-a, (1896); - - Ordinul Sfântul Vladimir, clasa a II-a, (1899); - - Ordinul Sfântul Stanislav, clasa a I-a, (1905); - - Ordinul Sfânta Ana, clasa a I-a, (1911); - - Ordinul Sfântul Gheorghe, clasa a IV-a, (1914); - - Ordinul Sfântul Vladimir, clasa a II-a, cu spade (1915); - - Ordinul Sfântul Gheorghe, clasa a III-a, (1915); - - Ordinul Vulturul Alb, cu spade, (1915); - - Ordinul Sfântul Alexandru Nevski, cu spade, (1916); | - - Ordinul Legiunea de onoare în grad de Ofițer, (Franța, 1897); - - Ordinul Coroana României, în grad de Comandor, (România,1899); - - Ordinul Peter Friedrich Ludwig de Oldenburg în grad de Ofițer (Germania, 1903); - - Ordinul Sfinților Mauriciu și Lazăr în grad de Comandor (Italia, 1903); - - Ordinul Legiunea de onoare în grad de comandor, (Franța, 1911); - - Ordinul Dragonului Dublu, (China, dinastia Qing, 1911); - - Ordinul Prințul Danilo I în grad de Mare Cruce, (Muntenegru, 1912); - - Ordinul Sfântul Sava, clasa I, (Serbia, 1912); - - Ordinul Legiunea de onoare în grad de Mare Cruce, (Franța, 1918); - - Ordinul Mihai Viteazul, clasa III, (România,1917); - - Ordinul Mihai Viteazul, clasa II, (România,1918); |